# Profilzylinder

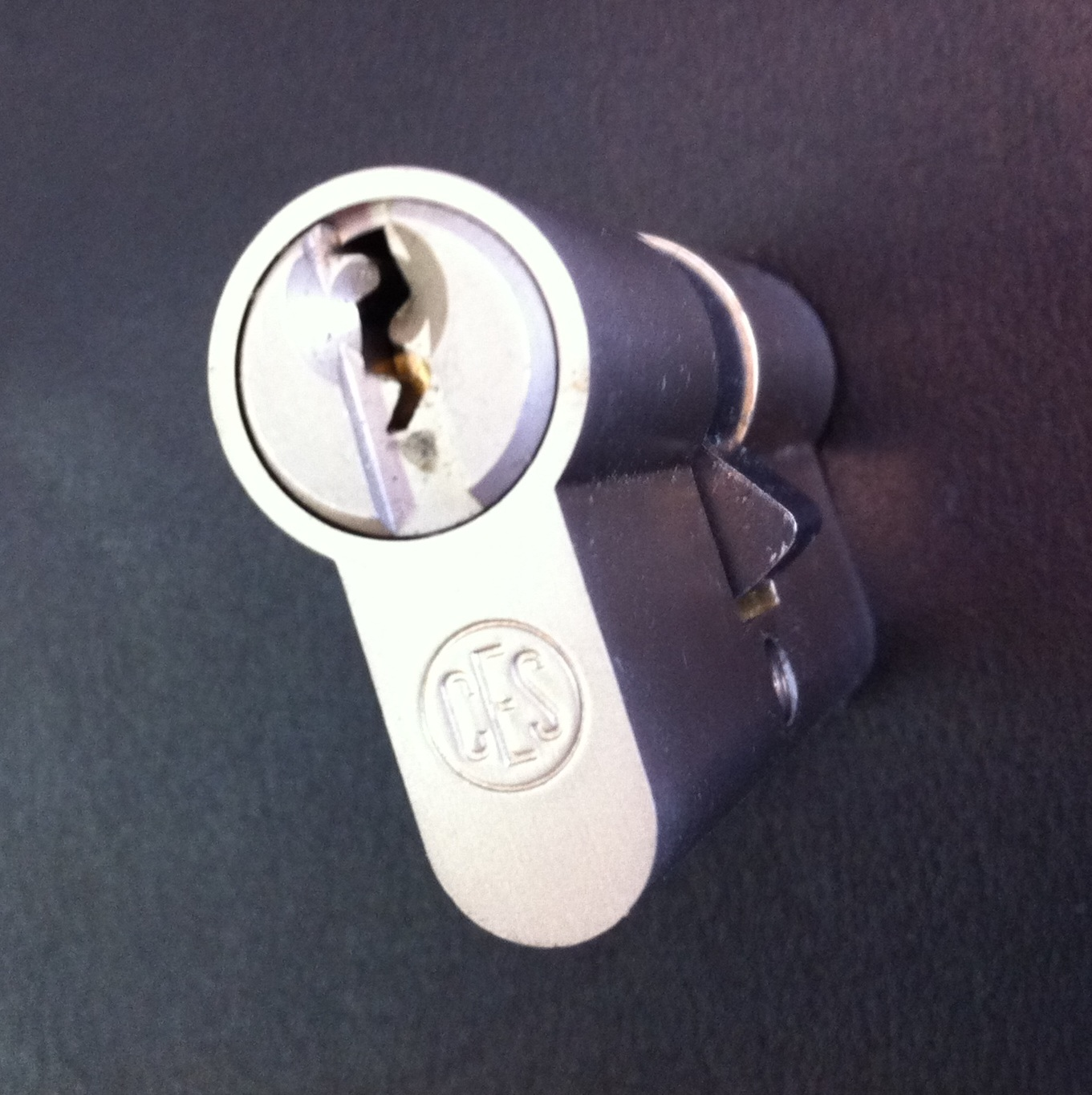
Profilzylinder

Profilzylinder ist die gebräuchlichste Form der heute verwendeten Sicherheits-Türschlösser und neben den Scheiben-/Plättchenschlössern, Rundzylindern und Ovalzylindern eine Bauform des Schließzylinders.

## Geschichte
Bereits am 29. Januar 1861 meldete der Amerikaner Linus Yale ein Rundzylinderschloss mit vier Stiftzuhaltungen unter der Nr. 31278 zum Patent an, am 27. Juni 1865 folgte dann sein Patent 48475 eines Rundzylinders mit fünf Stiftzuhaltungen. Ein erster Profilzylinder in Deutschland wurde von Sylvester Wöhrle, einem Ingenieur der Hahn AG für Optik und Mechanik in Ihringshausen bei Kassel, Tochterunternehmen der Berliner Goerz AG, entwickelt und 1924 zum Patent angemeldet. Diese Bauform ermöglichte die Nachrüstung in vorhandene Einsteckschlösser. Das Patent übernahm 1927 Zeiss Ikon (heute IKON AG), deren Nachfolgeunternehmen Profilzylinder auf Basis der Erfindung Wöhrles bis heute fertigt.

## Unterarten

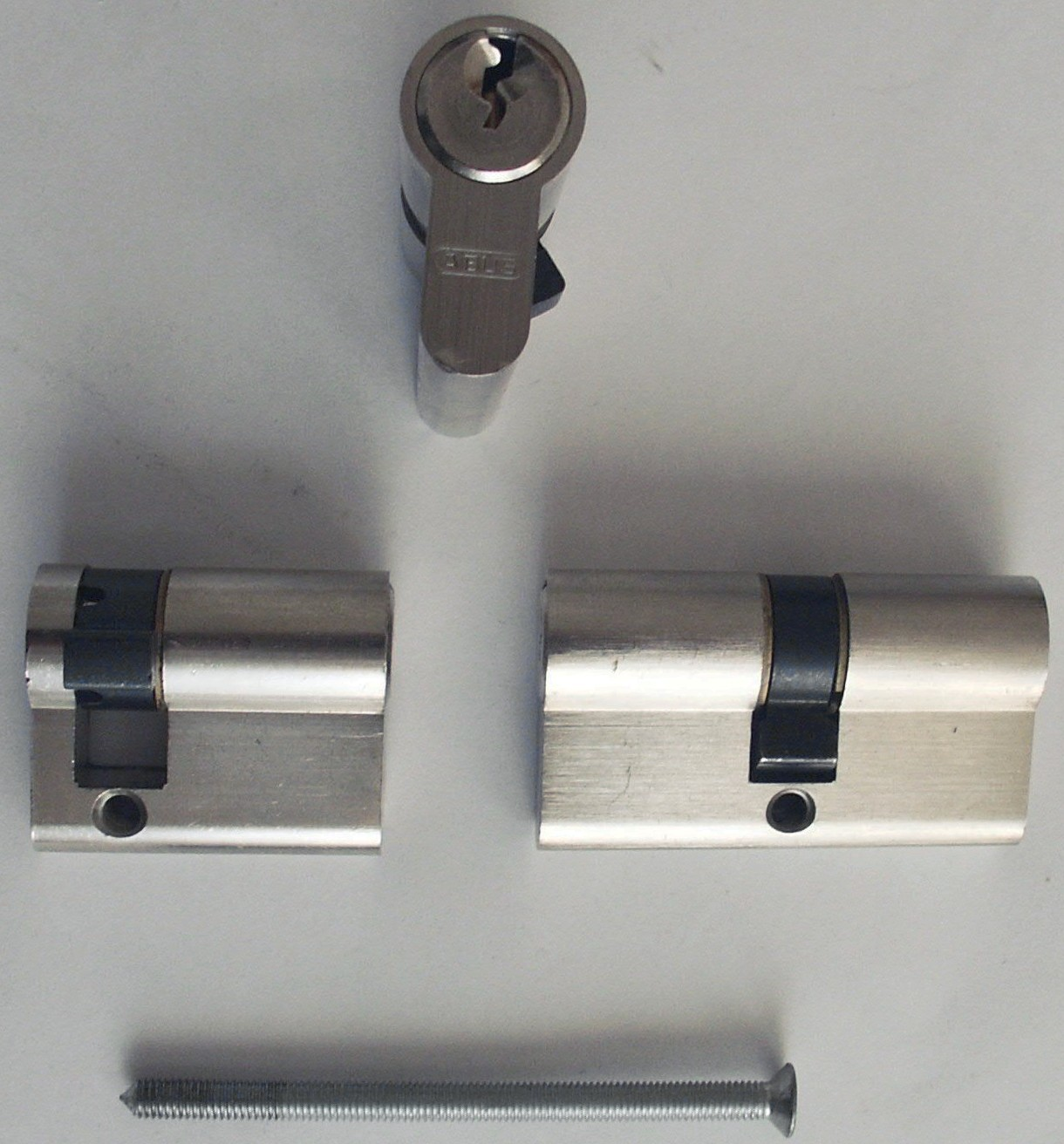
Profilzylinder: Oben und rechts Doppelzylinder, mittig links ein Halbzylinder, unten eine Stulpschraube; das dunkle Element ist die auf der Zylinderachse drehbare Schließnase, welche die Drehbewegung des Schlüssels und des Zylinders als Hebel auf die Schlossmechanik überträgt

### Profildoppelzylinder
Doppelzylinder sind am gebräuchlichsten – sie lassen sich von beiden Seiten aus mit dem passenden Schlüssel sperren. Damit eignen sie sich für Eingangstüren von Häusern und Wohnungen sowie für Kellertüren: Mit der doppelseitigen Zylinderform kann man die jeweilige Tür von außen wie von innen bedienen.
Auch dieses Zylinderschloss besteht aus einem Gehäuse mit drehbarem Zylinderkern. Höherwertige Modelle sind bereits gegen die gängigsten Einbruchmethoden geschützt. Entsprechend eignen sich Doppelzylinder auch gut für Sicherheitsschlösser. Daher verfügen auch Sicherheitstüren in der Regel fast immer über einen Doppelzylinder.
Profilzylinder lassen sich unkompliziert austauschen: Die Stulpschraube wird gelöst und der Schließbart mit dem passenden Schlüssel so aus dem Profil gedreht, dass der Zylinder aus seiner Fassung herausgezogen werden kann. Auch die Maße von Doppelschließzylindern sind in der Regel genormt. Für diese Art von Profilzylinder liegen die Normwerte bei DIN 18252 / EN 1303.
Manche Doppelzylinder weisen eine Not- und Gefahrenfunktion (GF) auf, die es ermöglicht, mit einem zweiten Schlüssel den Zylinder auch dann zu betätigen, wenn auf der anderen Seite noch ein Schlüssel steckt. Diese Zylinder sind z. B. besonders geeignet für Zimmertüren in Seniorenheimen oder für Eingangstüren höherliegender Wohnungen, da bei ihnen ein Zugang im Notfall (Tür mit dem von innen steckendem Schlüssel zugeschlagen) problemlos möglich ist. Vereinzelt wird auch ein spezieller Notschlüssel für diese Funktion eingesetzt.
Bei Türen, die oft mit Schlüsseln benutzt werden, wie z. B. Hauseingangstüren, wird seltener die Gefahrenfunktion verwendet, da die Konstruktion der „GF-Kupplung“ grenzwertig und empfindlich ist. Es gibt Profilzylinder in besonders verschleißarmer Ausführung sowie seewasserfeste Ausführungen für Schiffe und Schwimmbäder, außerdem Zylinder in aufsperrsicherer Ausführung (parazentrische Sonderprofile, komplizierte und präzise Zuhaltungen).

### Kurzzylinder
Der Kurzzylinder gehört zwar zur Unterkategorie der Profildoppelzylinder, jedoch wird dieser aufgrund seiner ungewöhnlichen und besonders kurzen Abmessung Kurzzylinder genannt. Er ist erhältlich in den Längen 22/22 mm, 27/27 mm, 27/33 mm, 27/35 mm und selten auch in der Länge 27/40 mm und kann mit oder ohne Not- und Gefahrenfunktion bezogen werden.

### Knaufzylinder

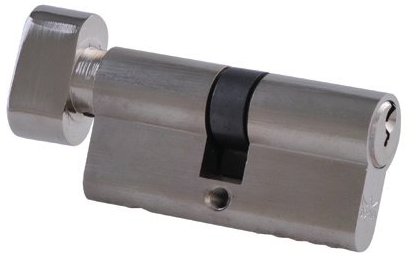
Knaufzylinder

Knaufzylinder lassen sich von der Außenseite mit einem passenden Schlüssel öffnen, auf der Innenseite über einen Drehknauf. Anwendung finden sie z. B. an Türen, die ohne Schlüssel jederzeit von innen geöffnet werden können sollen. Knaufzylinder ohne zusätzlichem Türdrücker oder zusätzlicher Betätigungsstange sind an ausgewiesenen Fluchttüren nicht zugelassen; hierfür sind laut den Europäischen Normen EN179 (Notausgang) und EN1125 (Fluchtweg) Fluchttürbeschläge und Panikschlösser vorgeschrieben. Zur Verwendung an Fluchttüren gibt es spezielle Panikschlösser, die mit einem Knaufzylinder kombiniert werden dürfen. Hierzu muss die Mechanik des Schlosses in der Lage sein, bei beliebiger Position der Zylinderschließnase die Panikfunktion zu gewährleisten. Solche Schlösser werden in der Regel auf Anfrage als Sonderschloss von verschiedenen Schlossherstellern gefertigt.

### Halbzylinder
Wie der Name sagt, ist beim Halbzylinder nur eine Hälfte vorhanden im Gegensatz zum weit mehr verwendeten Profildoppelzylinder. Sie werden z. B. in Garagentore eingebaut, deren Schließmechanismus ein Öffnen von innen ohne Schlüssel ermöglicht.
Was die Länge des Halbzylinders betrifft, wird diese entsprechend der betreffenden Tür- oder Torstärke gewählt. Denn es ist wichtig, dass der Halbzylinder bündig mit der jeweiligen Tür abschließen kann. Halbzylinder sind in unterschiedlichen Längen erhältlich, doch die Grundlänge liegt gewöhnlich bei 30 mm.
Eine weitere Besonderheit dieser Zylinderbauart ist deren Schließnase, die sich individuell einstellen und somit den jeweiligen Anforderungen des Schlosses anpassen lässt (zum Beispiel für unterschiedliche Schlüsselschalter). Somit lassen sich Halbzylinder auch problemlos in Schließanlagen integrieren. 
Andere Anwendungsfälle sind Schaltschlösser (z. B. von Alarmanlagen, Schranktüren) oder Schlüsselschalter (z. B. von elektrischen Antrieben). Ferner gibt es moderne Vorhängeschlösser, z. B. für die Kombination mit Schließanlagen, die über einen eingesetzten Halbzylinder betätigt werden.

### Schaltzylinder
Sie sind Halbzylinder zum Schalten von elektrischen Einrichtungen. Der Schaltzylinder betätigt dazu über eine (eventuell spezielle) Schließnase je nach Schlüsselposition einen Mikroschalter. An einen Schaltzylinder werden immer besondere Anforderungen an Schließweg und Raststellungen gestellt. Manche fungieren als Schalter und sind in der entsprechenden Schaltposition abziehbar. Andere werden nur als Schalttaster verwendet.

### Motorzylinder
Motorbetriebene Knaufzylinder sind in der Lage, eine Tür selbsttätig zu ent- beziehungsweise verriegeln. Das kann über eine elektronische Steuereinheit geschehen (z. B. anhand eines Zeitplans, über eine Gegensprechanlage oder über eine Codeeingabe).

### Elektronische Motorzylinder
Elektronische Motorzylinder sind Schließzylinder, die über eine elektronische Steuereinheit geregelt werden und in der Lage sind, in Abhängigkeit von einem an einen für diesen Zweck vorgesehenen speziellen Lesekopf gehaltenen gültigen elektronischen Identmittel ein Türschloss motorisch zu betätigen.

### Batteriezylinder
Sie sind elektronische Schließzylinder, welche eine batteriebetriebene Steuereinheit sowie einen Lesekopf für elektronische Identmittel als komplette Einheit im Zylinder bzw. in dessen Knauf enthalten. Eine komplizierte Verkabelung der einzelnen Komponenten entfällt hierbei. Diese Art von Zylinder eignet sich daher für eine unkomplizierte Nachrüstung von bestehenden mechanischen Anlagen. Batteriezylinder gibt es in drei verschiedenen Ausführungen.
1. Als mechanisch kodierten Zylinder mit einer zusätzlichen elektronischen Verriegelung z. B. über einen Sperrmagneten. Der Schlüssel enthält die nötige Elektronik in der Schlüsselreide und wird über Kontakte oder auch kontaktlos auf Schließberechtigung überprüft.
2. Als ausschließlich elektronisch kodierten Zylinder. Der Schlüssel als solches wird nur zum Drehen des Zylinders und als Identmittelträger benötigt. Diese Schlüssel können auch ein spezifisches mechanisches Profil enthalten, um auch die in einer Schließanlage enthaltenen rein mechanischen Zylinder zu schließen.
3. Als Doppelknaufzylinder enthält der Zylinder auf beiden Seiten der Türe jeweils einen Drehknauf, welcher eine rein elektronische Verriegelung ermöglicht. Erst nach rein elektronischer Überprüfung der Schließberechtigung erfolgt die Freigabe und der Drehknauf kann zum Schließen bedient werden. Ohne Berechtigung dreht dieser leer durch, oder blockiert. Als Identmittel genügt ein Keyfob, ein Armband oder eine Chipkarte. Eine beidseitige Zutrittskontrolle ist hiermit möglich.

### Freilaufzylinder
Beim Freilaufzylinder (FZG = Freilaufzylinder für Getriebeschlösser) lässt sich die Schließnase frei drehen. Erst wenn der Schlüssel steckt, kuppelt die Schließnase ein. Diese Zylinder finden Verwendung in motorgetriebenen Schlössern (Türverriegelungen), bei denen ein Standardzylinder die Schließung blockieren würde. Mehrpunktverrieglungen mit Panik-Funktion erfordern häufig diese Zylinder mit 360° Freilauf, da sich bei der Drückerbetätigung das Zahnrad, welches die Schließnase umfasst, frei drehen lassen muss.

### Blindzylinder
Hierbei handelt es sich um massive Körper in Form eines Profilzylinders, die aber keinen Schließmechanismus besitzen. Sie werden verwendet, um Einbauöffnungen für Zylinder zu verschließen. Dies kann z. B. bei Feuerschutztüren notwendig sein, in die kein Zylinder eingesetzt wird, da sie nicht abgeschlossen werden sollen, die aber trotzdem ein Schloss besitzen. Durch den Blindzylinder wird verhindert, dass Rauchgase durch die für einen Zylinder vorgesehene Öffnung ziehen können oder Schmutz ins Innere des Schlosses gelangt. Da der Blindzylinder jederzeit durch einen normalen Profilzylinder ersetzt werden kann, ist es leicht möglich, solche Türen später doch noch abschließbar zu machen.

### Weitere Bauformen
Der Bauform nach können weitere Unterscheidungen getroffen werden, wie z. B. Rundzylinder, Ovalzylinder (auch Skandinavienzylinder genannt), Knopfzylinder

## Verwendung

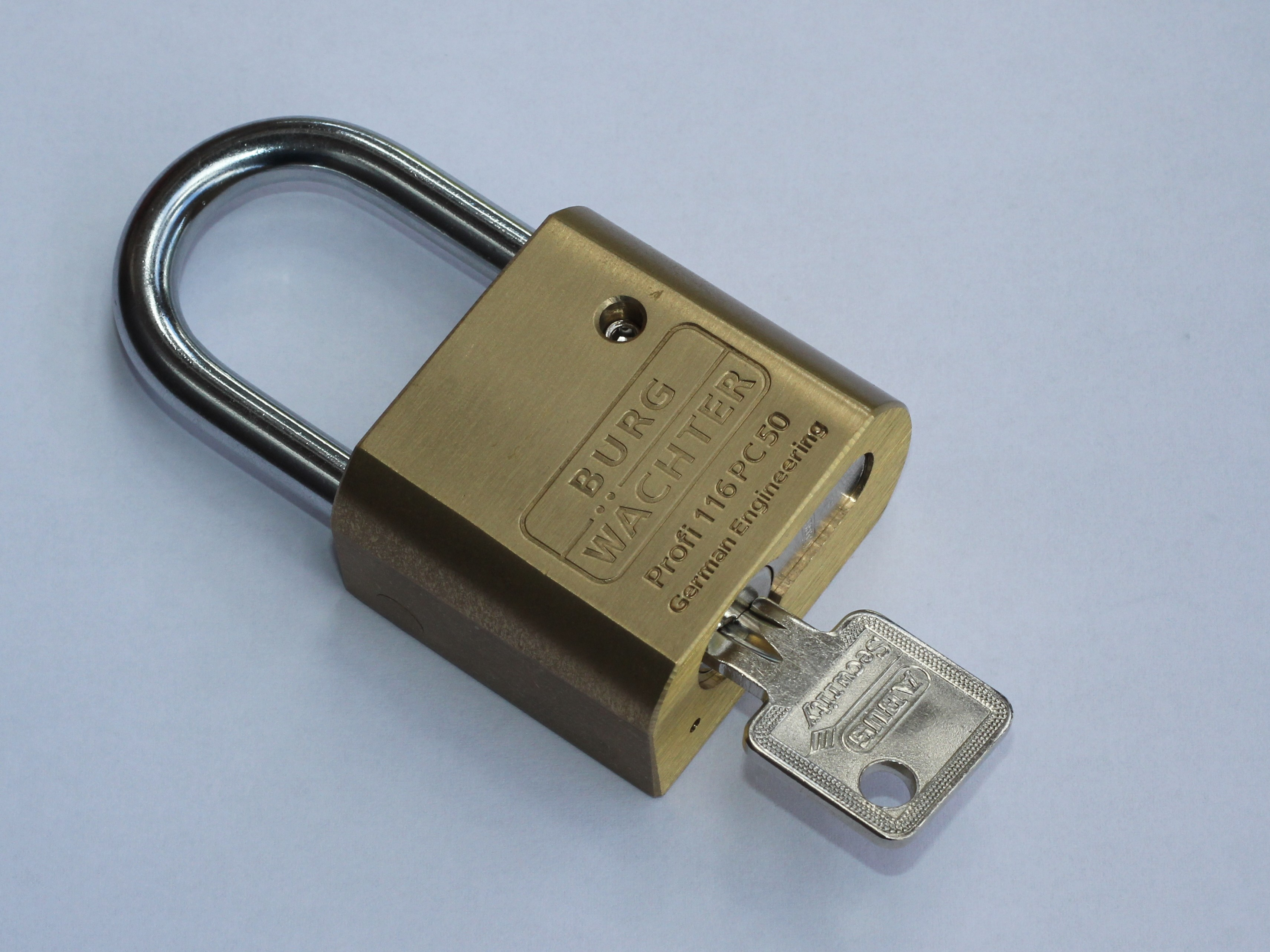
Vorhängeschloss mit Euro-Halbprofilzylinder. Der Profilzylinder ist von Abus, das Vorhängeschloss von Burgwächter. Dieses Bild illustriert die herstellerübergreifende Austauschbarkeit der Schlosskomponenten.

Heute sind Profilzylinder die fast ausschließliche Bauform für Tür-Sicherheitsschlösser. Früher oft verwendete Bauformen wie Rund- oder Ovalzylinder finden in Deutschland kaum noch Verwendung. Halbzylinder finden oft Verwendung in Schaltern von Tiefgaragentoren o. Ä., Schranken, Schränken, Verteilerschränken und bieten viele andere Möglichkeiten. Der Profilzylinder ist nach DIN 18252/EN1303 genormt und unabhängig vom Fabrikat austauschbar.
Viele Hersteller bieten ihre Profilzylinder auch mit einer Sicherheitskarte an: Nur wer sich durch diese Karte als Eigentümer des Zylinders ausweist, kann Schlüssel zu einem solchen Zylinder kopiert bekommen oder auch weitere Zylinder derselben Schließung anfertigen lassen. Damit soll verhindert werden, dass unerlaubt bzw. ohne Wissen des Eigentümers weitere Schlüssel hergestellt werden.

## Schließung
Auch verschiedene Schlüssel können im Fall von Schließanlagen auf einen Zylinder passen. Profilzylinder betätigen das Schloss meist durch eine Schließnase, die sich mit dem Schlüssel dreht. Bei meist sehr hochwertigen Türen und Schlössern werden oft auch Profilzylinder mit zwei Schließnasen, oder Panzerriegelschlösser, welche über einen Zahnkranz mit 10 bzw. 18 Zähnen vom Profilzylinder bewegt werden, verwendet.

## Ein-/Ausbau
Zum Ein- oder Ausbau eines Profilzylinders benötigt man einen passenden Schlüssel; dieser ist je nach Hersteller und Bauart um 5–90° zu drehen, damit die Schließnase ins Profil des Zylinderschlosses verschwindet und daraus nicht mehr hervorsteht. Arretiert werden Profilzylinder mit einer relativ langen Schraube, der sogenannten Stulpschraube mit einem M5-Gewinde. Bei Aufzugzylindern erfolgt die Befestigung oft von hinten mittels einer Schraube mit M5-Gewinde. Die Montage solcher Schaltzylinder in Aufzügen und anderen elektrischen Einrichtungen sollte aber aus Sicherheitsgründen und auch wegen der Gewährleistung stets durch einen entsprechenden Fachmann (Aufzugstechniker, Elektriker usw.) geschehen.
Der Zylinder sollte so eingebaut werden, dass die Schließnase vom Stulp, also der Außenkante der Tür, wegzeigt. Meist kann der Zylinder auch umgekehrt eingebaut werden; dies kann jedoch Probleme mit der Wechselstellung im Schloss hervorrufen.

## Bemaßung

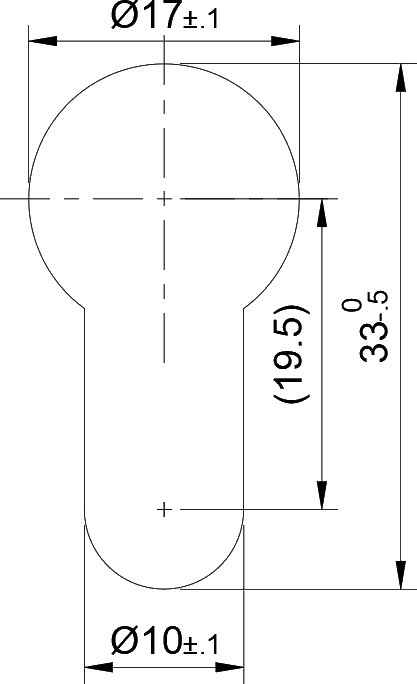
Außenabmessungen des Zylinderquerschnitts

Als Baulänge bezeichnet man die Länge eines Zylinders, gemessen von der Mitte seiner Schließnase (in der Regel gleichzeitig die Mitte des Stulpschraubengewindes) zur jeweiligen Schließseite. Die Baulänge eines Doppelzylinders besteht grundsätzlich aus der Maßangabe beider Seiten, während die Baulänge eines Halbzylinders aus einer Maßangabe besteht.
Durch die funktionelle Länge des jeweiligen Schlüssels (Länge zwischen Anschlag und Spitze) ergibt sich eine technische Mindestlänge je Schließseite. Diese liegt bei 5–6-stiftigen Schließsystemen bei ca. 25–30 mm.
Als nahezu einheitliche Grundlänge wird heutzutage das Nennmaß 30 mm je Seite verwandt, wobei die tatsächliche Länge (Baulänge) je nach Hersteller schwanken kann (30,5 mm / 31 mm / 32 mm sind durchaus möglich). Von dieser Grundlänge ausgehend werden Zylinder in festen Schritten als verlängert angefertigt. Diese Schritte betragen in der Regel 5 mm je Seite. Die meisten Hersteller bieten auch eine begrenzte Maßauswahl an Zylindern mit einem Untermaß von ca. 27 mm an. Da Zylinder auch in asymmetrischer Länge benötigt werden und gefertigt werden können, reicht die Angabe der erforderlichen Zylindergesamtlänge nicht immer aus. So kann ein Zylinder mit einer Gesamtnennlänge von 85 mm folgende Maße beinhalten:
30/55 – 35/50 – 40/45,
wobei in der Regel die erste Maßangabe sich auf die Außenseite und die zweite Maßangabe auf die Innenseite bezieht. Hierauf ist bei Verwendung von Knaufzylindern und Zylindern, die einseitig einen besonderen Schutz bieten (Aufbohrschutz oder Ziehschutz), zu achten. Bei einigen Herstellern ist diese Unterscheidung auch dann erforderlich, wenn der Zylinder mit einer Gefahrenfunktion ausgestattet sein soll.
Bei allen zu schließenden Vorrichtungen (Türen, Tore, Fenster, Vitrinen, Schränke etc.), bei welchen der Zylinder von Beschlägen abgedeckt wird, ist bei der Bemaßung des Zylinders die jeweilige Schildstärke auf der Außen- und ggf. Innenseite zu berücksichtigen. Bei sogenannten Kernziehschutzbeschlägen existiert in der Regel eine Maßtoleranz für den Zylinder auf der Außenseite, die ein Zylinderüberstand von x mm-y mm von der Türoberfläche ermöglicht.
Bei Zylindern einfachster Qualität gibt es auch besonders kurze Ausführungen von z. B. 20 oder 25 mm. Diese sind jedoch nur durch die Verringerung der Stiftanzahl auf drei oder vier Stiftzuhaltungen erreichbar. Somit können solche Zylinder nicht als „gesicherte“ Zylinder oder in eine Schließanlage integrierbar hergestellt werden.
Da zum Messen des Zylindermaßes keine durchgehende Fläche zur Verfügung steht, muss beim Ausmessen jede Fläche (stirnseitige Türkante, Beschlagstärke, ggf. Türfalz) einzeln gemessen und addiert werden oder, um ein sicheres Maß zu erhalten, der Zylinder ausgebaut und entsprechend vermessen werden.
Fachleute nutzen zum Messen eines Zylinders z. B. Neubauschlüssel, die in das freie Zylinderloch geschoben und mithilfe einer Nase entsprechend dem Schließbart beim Zylinder in ihrer Einbaulage fixiert werden können. Diese Bauschlüssel besitzen am Halm eine Skalierung, an der das erforderliche einseitige Nennmaß abgelesen werden kann. Auch gibt es Zylindermesswerkzeuge, die ähnlich einem Messschieber an der Verschraubungsposition der Stulpschraube ausgerichtet werden und bei denen je ein Schenkel auf das Zylinderende oder die Beschlagsfläche angesetzt wird.
Einige Hersteller bieten inzwischen auch eine Auswahl ihrer Schließsysteme in modularer Bauweise an. Hier können Zylinder auch im Nachhinein in ihrer Baulänge (auch wieder in Schritten von in der Regel 5 mm) verlängert bzw. bis zur Grundlänge verkürzt werden.
Die Grundform eines Profilzylinders, das eigentliche Profil also, ist durch Norm festgelegt und unterscheidet sich maßlich daher nicht zwischen den Herstellern.

## Bezeichnungen
Spricht man von einem Doppelzylinder mit einem Maß von 31 mm innen und 36 mm außen, so bezeichnet man diesen korrekterweise „DZ 36/31“. Bei einem Halbzylinder entfällt ein Maß, daher bezeichnet man diesen kurzum mit „HZ/31“. Bei Knaufzylindern setzt man mit einem zusätzlichen „K“ vor der Zylinderart und einem weiteren „K“ vor der Bemaßung den Hinweis, dass es ein Knaufzylinder ist und welche Seite den Knauf hat, wie zum Beispiel bei „KDZ 36/K31“. Bei einem Halbzylinder mit einem Maß von 31 mm und Knauf spricht man von einem Knaufhalbzylinder, also „KHZ/31“. Doppelzylinder mit Gefahrenfunktion, die auch dann schließbar sind wenn innen ein Schlüssel steckt, werden mit dem Zusatz GF, BSZ oder „PRIO“ gekennzeichnet.
Jeder Zylinderhersteller hat seine eigenen Artikelnummern zur Bezeichnung der verschiedenen Zylindertypen (z. B. 3100, 7030, 810, 1001.5 sind jeweils Bezeichnungen für normale Zylinder ohne besondere Funktionen).
Es gibt einen Hersteller, der die Baulänge in die Artikelnummer „einbaut“ (z. B. 21.228.080.15.05 bezeichnet einen Zylinder 45/35).

## Technik
Die technische Funktionsweise eines Stiftzylinders wird in Schließzylinder erklärt.